# MINERVA: Metastasis
Minerva: Metastasis — модифікація для Half-Life 2. Мод був створений Адамом Фостером. Частини випускаються по мірі завершення кожного: три випуски розділу «Метастази» вже випущені, а третя частина випущена 1 жовтня 2007 року.
Сюжет і налаштування Minerva пов'язані з Someplace Else, оригінальною картою Фостера для Half-Life і самою Half-Life 2.
Мод був випущений у Steam 30 квітня 2013 року.

## Сюжет
Дія Minerva відбувається у всесвіті Half-Life. Частина першого рівня відбувається в бункері часів Другої світової війни та навколо нього, розташованому в невідомому океанському місці, визначеному в блозі мода як Балтійське море. Гравець бере на себе роль неназваного головного героя, якого натякають на те, що він є ренегатом з Об'єднання Overwatch, проникаючи, досліджуючи та зрештою знищуючи базу Об'єднання на острові.
На відміну від Half-Life 2, у ній ніколи не з'являються неворожі персонажі чи діалоги; натомість гравцеві допомагає таємничий провідник, однойменна «Мінерва», яка також служить для передачі гравцеві інформації про історію. Хоча Мінерву ніхто не бачив, вона стилізує себе як «богиню», з повідомленнями, які вказують, що вона десь на орбіті Землі на борту супутника.
Сюжет розвивається через радіоповідомлення від Мінерви, які передаються як текст, а не як слова. Спілкування Мінерви спочатку є саркастичним і зневажливим, а її поведінка грубою, ставлячись до гравця як до інструменту збору даних у своєму розпорядженні. Інформація та сюжет розкриваються короткими фрагментами протягом розділів, часто без пояснень; наприклад, у Метастазах вона розкриває, що її (а отже, і гравця) мета полягає в тому, щоб виявити цілі Комбінату на та під островом епізоду, але не пояснює, чому вона вважає це важливим або як гравець взагалі втягнувся в це.
По ходу історії головний герой бореться через нижні рівні бази, відкриваючи величезний портал, через який Альянс телепортує солдатів. Це шокує Мінерву, яка заявляє, що це веде до світу, який Альянс облогує. Мінерва зраджує головного героя після того, як він саботує захист Комбінату, активуючи орбітальний лазер і намагаючись знищити базу, оскільки вона оголошує його «викупленим зрадником». Однак він виживає, і Мінерва починає вибачатися, пізніше визнаючи, що «прив'язалася» до нього. Вона пояснює, що портал, куди б він не вів, може означати різницю між життям і смертю для мільярдів людей, тому вона відчайдушно прагне його знищити. Вона закликає його втекти, коли вона перезаряджає лазер супутника, оскільки Альянсу стало відомо про її місцезнаходження, і вона боїться відплати. За допомогою Мінерви та викраденого гелікоптера головний герой виривається на поверхню та втікає з острова саме тоді, коли його знищує другий орбітальний вибух.
Комунікації Мінерви незвичайні тим, що перед кожним стоїть позначка часу/дати в міжнародному форматі дати (ISO 8601), що дає чітку шкалу часу для сюжету. Ці мітки часу поширюються на кілька письмових матеріалів на веб-сайті серіалу, які дають передісторію історії. З цих і внутрішньоігрових повідомлень можна скласти часткову хронологію подій, охоплених серією Minerva.

## Події

### Metastasis
Metastasis — перша глава серії «Мінерва». Він розділений на чотири епізоди: Канцерогенез, Боротьба під горою, Глибинна атака та Пегас. Епізоди 3 і 4 були випущені 1 жовтня 2007 року, що завершило першу главу.

#### Канцерогенез
Metastasis 1 починається з того, що гравець потрапляє на берег таємничого острова за допомогою гелікоптера Combine. Зазнавши атаки з самого початку, гравець повинен пройти шлях навколо острова, щоб отримати доступ до його центру, іноді керуючись повідомленнями від Мінерви.
Бої та дослідження домінують у ігровому процесі цієї першої частини. Впавши у воду біля пристані, гравець повинен пережити першу перестрілку з Об'єднанням сил, перш ніж зорієнтуватися. Причал з його колекцією будівель огороджений; Найбільш очевидною неприродною особливістю острова є мерехтливий потік плазми, що спускається з хмарного покриву прямо в центр острова. Відбувається окружна екскурсія островом, яка включає різноманітні бойові дії з ворогами (на відстані, зблизька, на висоті, у бункерах, з флангу), і все це відбувається в переконливому та деталізованому середовищі скелястого пляжу. Екскурсія на відкритому повітрі закінчується біля пристані, біля якої вперше опинився гравець, це перше з багатьох таких кіл у серії Minerva. Далі йде підземне дослідження з мінімальними бойовими діями, що посилює напругу та викликає питання про те, що Альянс робить на острові, що є очевидною метою «наукового дослідження» Мінерви. Повернення на поверхню дає більше бою, доступ до точки входу плазмового потоку та початок спуску вниз по шляху променя, що веде епізод до завершення та продовження в наступній частині.
Ми мало що дізнаємося про Мінерву чи її цілі, але її повідомлення виявляють манію величі, поблажливу та саркастичну особистість, і вона, здається, насолоджується, але не припускає, що гравець продовжує виживати. Її косі, інтригуючі коментарі керують розповіддю так само, як бій керує ігровим процесом. Мінерва також розкриває, що потік плазми надходить із геосинхронного супутника і що мета гравця — з'ясувати його призначення.

#### Боротька під горою
Другий рівень до Мінерви розташований у величезній шахті, знайденій у центрі дивного острова. Коли гравець просувається вниз, рівень стає набагато темнішим.
Ця частина передбачає дещо менше бойових дій, хоча добре розміщені вороги представляють складніший виклик, і, здається, здебільшого йдеться про пошук маршруту далі вниз по шахті. Часом це може бути важко через складні головоломки та багато повернення назад.
Знову вами керує невидима Мінерва, яка, здається, стає все більш саркастичною в ході гри.
Виявляється, що користувач не єдина особа, якою маніпулювала Мінерва. Вона порівнює вас із принаймні ще одним таким аватаром — можливо, це посилання на Перікла, але також можливо, що це стосується персонажа гравця Someplace Else. Вона також показує, що гравець насправді є зрадником (або «перепрограмованим») солдатом Комбайну, якому вона, імовірно, надала костюм HEV «Чорна меза» або подібну енергетичну броню.

#### Глибинна бомба
Третій рівень занурює гравця глибше і на найнижчі поверхи шахти. Гравець втрачає свою зброю в полі стримування зброї, і протягом більшої частини рівня гравець повинен бігти від солдатів Об'єднання, вирішуючи головоломки за допомогою ящиків. Під час цього відрізка ігрового процесу гравець натрапить на вражаюче ядро реактора, який отримує енергію плазмового потоку. Очевидно, він використовується для живлення реактора Combine Portal (подібного до того, що на вершині Цитаделі, який можна побачити в кінці Half-Life 2). Гравець прибуває саме вчасно, щоб побачити форму порталу на невідому (і, очевидно, безплідну, за винятком мурашиних левів) планету. Планета також відображається як голографічна проекція або на екранах по всій базі Комбайну. Мінерва каже, що він не завойований і не досліджений Комбінатом, хоча видно кілька десантних кораблів, що проходять через портал.
Мінерва просить гравця саботувати ядро, вимкнувши чотири плазмові контейнери, які допомагають регулювати та буферизувати рівні енергії ядра. Після успішного виконання завдання Мінерва розкриває свої справжні наміри і зраджує гравця. Вона має намір використати перегрітий плазмовий промінь супутника, щоб вразити базу руйнівним вибухом. Вона інформує гравця про повне та повне знищення бази протягом перших двадцяти секунд після вимкнення ядер. Третій епізод закінчується тим, що гравець стає білим, оскільки Мінерва спустошує базу.

#### Пегас
Гравець виживає після вибуху, на подив Мінерви, яка вирішує спробувати врятувати гравця, якщо їм вдасться досягти поверхні до того, як супутник перезарядиться для другого вибуху. Плазмовий удар сильно пошкодив установку, і тепер хедкраби вільно блукають по всій базі, заражаючи солдатів Об'єднання. Незабаром зомбі стають основними ворогами. Багато платформ і коридорів заблоковані або структурно пошкоджені, тому гравець повинен прорватися крізь них або знайти абсолютно новий маршрут. Пробираючись угору, гравець повинен вирішити деякі екологічні головоломки (наприклад, пробити діру в підлозі за допомогою газових труб, відбиваючись від необмеженої кількості зомбі за допомогою перепрограмованих турелей комбайнів). Вийшовши на поверхню (тепер у сутінках), гравець бореться з хвилями швидких зомбі та вирушає до сторожової вежі Комбайну, де востаннє протистоїть бойовому кораблю Комбайну, який не дає евакуаційному вертольоту наблизитися до острова. Коли Gunship знищено, прибуває евакуаційний вертоліт. Гравець благополучно відлітає, оскільки черговий плазмовий удар знищує острів.

#### Поза часом
Фостер заявив, що наступний розділ серії Minerva буде називатися «Поза часом» замість попередньої робочої назви «Chronoclasm», і пообіцяв «декілька химерних доповнень до ігрового процесу…».
Фостер також натякнув, що він хотів би розмістити «Поза часом» у «засніженому прибережному містечку з власною Цитаделлю». Публікація в блозі розробки також натякнула, що «Поза Часом» відбудеться в Сіті 44.
За словами Адама Фостера, кульмінацією серіалу стало те, що гравець і МІНЕРВА подорожували до паралельного всесвіту, щоб запобігти катастрофі, що закінчиться всесвітом. Врешті-решт вони будуть змушені згорнути цей всесвіт, включаючи інопланетний світ, побачений у Метастазах, але самі будуть стерті в процесі. Однак у 2013 році Фостер заявив, що він навряд чи продовжить розробку Minerva, сказавши, що мод «наразі переведено в сплячий режим».

## Сприйняття
Популярність Minerva неухильно зростала, і в певний момент вона була досить популярною модифікацією в Steam. Також, були різні огляди мода на незалежних сайтах:
- Minerva була представлена як мод тижня на Planet Half-Life[7].

- Amped News оцінив його в 4,5/5[8].

- Інтерв'ю з Адамом Фостером у випуску Computer Gaming World за лютий 2006 року[9].

- Moddb присудив Minerva нагороду «Мод року 2006» (5 місце)[10].

- Rock, Paper, Shotgun опублікував інтерв'ю з Адамом Фостером у жовтні 2007 року[11].

- Rock, Paper, Shotgun представив Minerva: Metastasis у восьмий день серії Advent Game-O-Calendar 2007 року.[12]